# رکورد دما در ۲۰۰۰ سال گذشته

میانگین دمای جهانی نشان می‌دهد که دوره گرمای قرون وسطی یک پدیده در سطح سیاره نبوده و عصر یخبندان کوچک نیز یک دوره زمانی مجزا در سطح سیاره نبوده، بلکه پایان یک کاهش طولانی مدت دما بوده که پیش از گرمایش جهانی اخیر رخ داده است.

رکورد دمای ۲۰۰۰ سال گذشته با استفاده از داده‌های رکوردهای پروکسی (اقلیم) در کنار رکورد دمای ابزاری مدرن که تنها ۱۷۰ سال گذشته را در مقیاس جهانی پوشش می‌دهد، بازسازی شده است. بازسازی‌های در مقیاس بزرگ که بخشی یا تمام هزاره اول و دوم را پوشش می‌دهند، نشان داده‌اند که دمای اخیر استثنایی است: گزارش ارزیابی چهارم هیئت بین دولتی تغییرات اقلیمی در سال ۲۰۰۷ به این نتیجه رسید که «میانگین دمای نیمکره شمالی در نیمه دوم قرن بیستم به احتمال زیاد بالاتر از هر دوره ۵۰ ساله دیگری در ۵۰۰ سال گذشته بوده و احتمالاً بالاترین میزان در حداقل ۱۳۰۰ سال گذشته است.» منحنی نشان داده شده در نمودارهای این بازسازی‌ها به دلیل افزایش شدید دما در طول قرن گذشته، به‌طور گسترده به عنوان نمودار چوب هاکی شناخته می‌شود. تا تاریخ ۲۰۱۰ این الگوی کلی توسط بیش از دو دوجین بازسازی، با استفاده از روش‌های آماری مختلف و ترکیبی از سوابق جایگزین، با تغییراتی در میزان صاف بودن «شفت» قبل از قرن بیستم، پشتیبانی شد. پراکندگی سوابق جایگزین منجر به عدم قطعیت قابل توجهی برای دوره‌های قبلی می‌شود.
داده‌های جایگزین منفرد، مانند پهنای حلقه‌های درخت و تراکم مورد استفاده در درخت‌اقلیم‌شناسی، برای دوره همپوشانی با داده‌های دستگاهی کالیبره می‌شوند. شبکه‌هایی از چنین رکوردهایی برای بازسازی دمای گذشته مناطق استفاده می‌شوند: از شاخص‌های حلقه‌های درختی برای بازسازی دمای مناطق فراگرمسیری نیمکره شمالی استفاده شده است (در مناطق گرمسیری، درختان حلقه تشکیل نمی‌دهند) اما به مناطق خشکی محدود می‌شوند و در نیمکره جنوبی که عمدتاً اقیانوسی است، کمیاب هستند. پوشش وسیع‌تر با بازسازی‌های چندنمایی، شامل نمایه‌هایی مانند رسوبات دریاچه، هسته‌های یخی و مرجان‌هایی که در مناطق مختلف یافت می‌شوند، و با استفاده از روش‌های آماری برای مرتبط کردن این نمایه‌های پراکنده‌تر با تعداد بیشتری از رکوردهای حلقه‌های درخت، فراهم می‌شود. روش «مقیاس‌بندی ترکیبی» (CPS) به‌طور گسترده برای بازسازی‌های چندنمایی در مقیاس بزرگ از میانگین دمای نیمکره‌ای یا جهانی استفاده می‌شود؛ این روش با روش‌های بازسازی میدان اقلیمی (CFR) تکمیل می‌شود که نشان می‌دهد چگونه الگوهای اقلیمی در مناطق مکانی بزرگ توسعه یافته‌اند و این بازسازی را برای بررسی تغییرپذیری طبیعی و نوسانات بلندمدت و همچنین برای مقایسه با الگوهای تولید شده توسط مدل‌های اقلیمی مفید می‌سازد.
در طول ۱۹۰۰ سال قبل از قرن ۲۰، احتمالاً گرمترین دوره بعدی از ۹۵۰ تا ۱۱۰۰ بود، با اوج در زمان‌های مختلف در مناطق مختلف. این دوره به عنوان دوره گرم قرون وسطی شناخته شده است و برخی شواهد نشان می‌دهد که شرایط سرد تر در دوره ای در حدود قرن ۱۷ به عنوان عصر یخی کوچک شناخته شده است. در «مناقشه چوب هکوی»، انکار کنندگان تغییرات آب و هوایی ادعا کرده‌اند که دوره گرم قرون وسطی گرمتر از زمان فعلی بوده و داده‌ها و روش‌های بازسازی آب و هوایی را مورد بحث قرار داده‌اند.

## تغییرات دما در ۲۰۰۰ سال گذشته
طبق ششمین گزارش هیئت بین‌دولتی تغییر اقلیم، در ۱۷۰ سال گذشته، انسان‌ها باعث شده‌اند دمای جهانی به بالاترین سطح خود در ۲۰۰۰ سال گذشته برسد. دوره چند قرن اخیر، گرم‌ترین دوره در ۱۰۰۰۰۰ سال گذشته است. دما در سال‌های ۲۰۱۱–۲۰۲۰، ۱٫۰۹ درجه سانتیگراد بوده است. درجه سانتیگراد بالاتر از سال‌های ۱۸۵۹–۱۸۹۰. دمای خشکی ۱٫۵۹ درجه افزایش یافت درجه سانتیگراد در حالی که بر فراز اقیانوس ۰٫۸۸ درجه افزایش یافته است درجه سانتیگراد. در سال ۲۰۲۰ دما ۱٫۲ درجه بود درجه سانتیگراد بالاتر از دوران پیش از صنعتی شدن. در سپتامبر ۲۰۲۳ دما ۱٫۷۵ درجه بود درجه سانتیگراد بالاتر از سطح پیش از صنعتی شدن است و انتظار می‌رود در کل سال ۲۰۲۳، ۱٫۴ درجه سانتیگراد باشد. درجه سانتیگراد بالاتر از آن.

## تکنیک‌های عمومی و دقت
بهترین دوره مشاهده‌شده تاکنون از سال ۱۸۵۰ تا به امروز است که پوشش آن با گذشت زمان بهبود یافته است. در طول این دوره، داده‌های دستگاهی اخیر، که عمدتاً مبتنی بر قرائت مستقیم دماسنج است، تقریباً پوشش جهانی دارد. این نشان دهنده افزایش کلی دمای کره زمین است.
قبل از این زمان باید از پروکسی‌های مختلفی استفاده شود. این شاخص‌ها نسبت به اندازه‌گیری‌های مستقیم با دماسنج دقت کمتری دارند، وضوح زمانی کمتری دارند و پوشش مکانی کمتری دارند. تنها مزیت آنها این است که امکان بازسازی رکوردهای طولانی‌تر را فراهم می‌کنند. از آنجایی که ثبت مستقیم دما دقیق‌تر از نمونه‌های مشابه است (در واقع، برای کالیبره کردن آنها لازم است)، در صورت وجود، یعنی از سال ۱۸۵۰ به بعد، از آن استفاده می‌شود.

### روش‌های کمی با استفاده از داده‌های پروکسی
از آنجا که تعداد کمی از سوابق سازنده قبل از سال ۱۸۵۰ وجود دارد، دمای قبل از آن باید بر اساس پروکسی روش‌ها یکی از این روش‌ها، بر اساس اصول دندروکلیماتولوژی، از عرض و سایر ویژگی‌های حلقه‌های درخت برای نتیجه‌گیری دما استفاده می‌کند. این ایزوتوپ ترکیب برف، مرجان‌ها و استالاکتیت‌ها همچنین می‌تواند برای نتیجه‌گیری دما استفاده شود. سایر تکنیک‌هایی که مورد استفاده قرار گرفته‌اند شامل بررسی سوابق زمان برداشت محصول، خط درخت در مکان‌های مختلف و سایر سوابق تاریخی برای استنباط در مورد دما است. این بازسازی‌های پروکسی نتیجه‌گیری‌های غیرمستقیم دما هستند و بنابراین تمایل دارند عدم اطمینان بیشتری نسبت به داده‌های ابزار داشته باشند.
اکثر سوابق استازی باید با سوابق دمای محلی در طول دوره تداخل آنها، برای تخمین رابطه بین دمای و استازی، کالیبر شود. پس از تاریخ طولانی‌تر از استاز استفاده می‌شود تا دمای از دوره‌های قبلی بازسازی شود.
اگر یک رکورد سراسری یا نیمکره‌ای مورد نظر باشد، باید به نحوی از رکوردهای نیابتی میانگین گرفته شود. روش «مقیاس‌بندی ترکیبی» (CPS) به‌طور گسترده برای بازسازی‌های چندنمایی در مقیاس بزرگ از میانگین دمای نیمکره‌ای یا جهانی استفاده می‌شود. این امر با روش‌های بازسازی میدان اقلیمی (CFR) تکمیل می‌شود که نشان می‌دهد چگونه الگوهای اقلیمی در مناطق وسیع مکانی توسعه یافته‌اند.
در فرایند میانگین‌گیری باید دقت زیادی به عمل آید؛ برای مثال، اگر یک منطقه خاص تعداد زیادی رکورد حلقه‌های درخت داشته باشد، میانگین ساده تمام داده‌ها به شدت آن منطقه را بیش از حد وزن می‌دهد و از تکنیک‌های آماری برای جلوگیری از چنین بیش از حد وزن‌دهی استفاده می‌شود. در بازسازی‌های CFR، از تحلیل مؤلفه‌های اصلی برای ترکیب برخی از این داده‌های منطقه‌ای قبل از ترکیب جهانی آنها استفاده شد. یک تمایز مهم بین بازسازی‌های به اصطلاح «چند-نمایه‌ای» وجود دارد که در آن‌ها تلاش می‌شود با استفاده از چندین رکورد نماینده توزیع‌شده در سراسر جهان، بازسازی دمای جهانی و بازسازی‌های منطقه‌ای‌تر به دست آید. معمولاً، رکوردهای پروکسی مختلف به صورت حسابی و با یک میانگین وزنی ترکیب می‌شوند. اخیراً، آزبورن و بریفا از تکنیک ساده‌تری استفاده کردند و نسبت رکوردهایی را که در هر دوره زمانی مثبت، منفی یا خنثی هستند، شمارش کردند. این نتیجه، توافق کلی با مطالعات چندشاخصی مرسوم ایجاد می‌کند.
گزارش ارزیابی چهارم IPCC در سال ۲۰۰۷، به ۱۴ بازسازی اشاره کرد که ۱۰ مورد از آنها ۱۰۰۰ سال یا بیشتر را پوشش می‌دادند تا از نتیجه‌گیری خود مبنی بر اینکه «میانگین دمای نیمکره شمالی در نیمه دوم قرن بیستم به احتمال زیاد بالاتر از هر دوره ۵۰ ساله دیگری در ۵۰۰ سال گذشته و احتمالاً بالاترین میزان در حداقل ۱۳۰۰ سال گذشته بوده است» پشتیبانی کند.

### بازسازی کیفی با استفاده از سوابق تاریخی
همچنین می‌توان از داده‌های تاریخی مانند زمان برداشت انگور، دوره‌های بدون یخ دریا در بندرها و ثبت وقایع یخبندان یا موج گرما در دفتر خاطرات، برای تعیین زمان گرم یا سرد بودن هوا در مناطق خاص استفاده کرد. کالیبراسیون این رکوردها دشوارتر است، اغلب به صورت پراکنده در طول زمان در دسترس هستند، ممکن است فقط از مناطق توسعه‌یافته در دسترس باشند و بعید است که تخمین خطای خوبی ارائه دهند. این مشاهدات تاریخی از همان دوره زمانی، دوره‌هایی از گرمایش و سرمایش را نشان می‌دهد.

### محدودیت‌ها
تفاوت‌های ظاهری بین رویکردهای کمی و کیفی به‌طور کامل با هم هماهنگ نیستند. بازسازی‌های ذکر شده در بالا به فرضیات مختلف برای تولید نتایج آنها متکی هستند. اگر این فرضیه‌ها درست نباشند، بازسازی‌ها غیرقابل اعتماد خواهند بود. برای بازسازی‌های کمی، اساسی‌ترین فرضیه‌ها این است که سوابق پروکسی با توجه به دما متفاوت است و عوامل غیر دما نتایج را اشتباه نمی‌گیرند. در سوابق تاریخی نوسانات دما ممکن است در مقیاس منطقه ای باشد نه نیمکره ای.
در نامه‌ای به مجله نیچر بردلی، به عنوان اصلی مقاله خود در سال ۱۹۹۸ با عنوان: دمای نیمکره شمالی در طول هزاره گذشته: استنتاج‌ها، عدم قطعیت‌ها و محدودیت‌ها اشاره کردند و خاطرنشان کردند که قبل از رسیدن به نتیجه‌گیری‌های مطمئن‌تر، به داده‌های گسترده‌تر با وضوح بالا نیاز است و اینکه عدم قطعیت‌ها نکته اصلی مقاله بوده‌اند.

## تاریخچه
در دهه ۱۹۶۰، هوبرت لمب با تعمیم اسناد تاریخی و سوابق دمایی مرکز انگلستان، یک دوره گرم قرون وسطایی را در منطقه آتلانتیک شمالی پیشنهاد کرد که پس از آن عصر یخبندان کوچک رخ داده است. این موضوع در اولین گزارش ارزیابی مورد بحث قرار گرفت و با این هشدار همراه بود که گرمایش قرون وسطی ممکن است جهانی نبوده باشد. استفاده از شاخص‌های جایگزین برای تخمین‌های کمی از رکوردهای دمای گذشته، از دهه ۱۹۳۰ به بعد به صورت پراکنده توسعه یافته بود، از روش «مقیاس‌بندی ترکیبی به‌علاوه» (CPS) را معرفی کرد. بازسازی آنها به سال ۱۴۰۰ که در گزارش ارزیابی دوم IPCC آمده است.
بازسازی مایکل ای مان، ریموند اس. بردلی و مالکوم کی. هیوز الگوهای جهانی دمای سطح سالانه و میانگین دمای نیمکره را تا سال ۱۴۰۰ با تأکید بر عدم قطعیت‌ها نشان دهد.
نسخه‌ای از نمودار به‌طور برجسته در گزارش ارزیابی سوم در سال ۲۰۰۱ ارائه شد، که همچنین از جونز و همکاران در سال ۱۹۹۸ و سه بازسازی دیگر برای پشتیبانی از این نتیجه‌گیری استفاده کرد که در نیمکره شمالی، دهه ۱۹۹۰ احتمالاً گرم‌ترین دهه و سال ۱۹۹۸ گرم‌ترین سال در طول ۱۰۰۰ سال گذشته بوده است. این نمودار در تبلیغات به نمایش گذاشته شد و به کانون بحث و جدل کسانی تبدیل شد که با اجماع علمیِ رو به تقویت مبنی بر استثنایی بودن گرمای اواخر قرن بیستم مخالف بودند.